# Muhamed Pašalić
Muhamed Pašalić (Sarajevo, 27 agosto 1987) è un cestista bosniaco.

## Carriera
Con la Bosnia ed Erzegovina ha disputato due edizioni dei Campionati europei (2013, 2015).

## Palmarès
- Campionato bosniaco: 1

Bosna: 2007-08
- Campionato rumeno: 2

CSM Oradea: 2017-18, 2018-19
- Coppa di Bosnia ed Erzegovina: 3

Bosna: 2009, 2010, 2024
- Coppa di Romania: 1

Cluj: 2016